# Frédéric Trescases
Frédéric Trescazes o Frédéric Trescases (Argelers, Rosselló, 1921 - juliol de 2014) és un jugador de rugbi a 13 internacional francès, que va jugar de línia. Va començar a jugar a rugbi a 15 en la Unió Esportiva Arlequins de Perpinyà i va arribar a ser campió de França en 1944. El mateix any es va passar al rugbi a 13 i va signar per l'Association sportive Carcassonne XIII i després pel XIII catalan. Ha jugat en 7 seleccions en equip de França de rugbi a 13, de 1946 a 1949. El 24 de gener de 2010, en l marc de la celebració dels 70 anys de l'AS Carcassonne XIII, fou elegit pels aficionats per a l'equip de llegenda de l'ASC

## Palmarès

### Rugbi a XV
- Campionat de França: 
  - Guanyador : 1 (1944 amb la Unió Esportiva Arlequins de Perpinyà.)
  - Finalista : 1 (1939 amb la Unió Esportiva Arlequins de Perpinyà.)

### Rugbi a XIII
- Campionat de França: 
  - Guanyador : 2 (1945, 1946 amb l'AS Carcassonne XIII.)
  - Finalista : 3 (1947, 1948 amb l'AS Carcassonne XIII i 1951 amb el XIII catalan.)

- Copa de França: 
  - Guanyador : 3 (1946, 1947 amb l'AS Carcassonne XIII i 1950 amb el XIII catalan.)
  - Finalista : 2 (1945, 1948 amb l'AS Carcassonne XIII.)